# Andrés Poveda
Andrés Poveda (n. Monagrillo, 1956) es un humorista y actor panameño. Es muy conocido en por haber formado parte del programa Poveda Show Jo! (luego llamado Los Reyes del Humor), también siendo el creador. Hizo su debut como humorista en 1984. Es hermano menor del fallecido presentador de televisión y docente, Óscar Poveda.

## Carrera
Nació en Monagrillo, Chitré, Herrera. En 1985 ganó su primer premio como humorista. Participó 4 veces en el Festival Internacional del Humor en Colombia. Como humorista, ha viajado a países como Canadá, EE. UU., Colombia y Venezuela. También ha hecho varias giras en su país, como en Chiriquí y Monagrillo (en Herrera). Algunos de los lugares donde ha estado en Estados Unidos son, Washington D. C., Nueva York, Los Ángeles, Carolina del Norte, Jacksonville. En Canadá, Toronto. Y en Venezuela, Caracas. Lleva 21 años trabajando en Televisora Nacional (TVN), en Poveda Show Jo! (ahora Los Reyes del Humor), al lado de otros humoristas como Herman Bryden, Michael Vega, Katherine Trejos y Generoso Espinoza. Ha sido invitado a programas panameños como Buenos Días. Fue concursante de la 3ª temporada de Dancing with the stars, y su pareja de baile fue Tatiana Sanchíz.

## Filmografía
- Poveda Show Jo! - Los Reyes del Humor
- Buenos Días
- Dancing with the stars
- El reto de trovadores
- Algo azul[3]